# Robert Haskell
Robert N. Haskell (* 24. August 1903 in Bangor, Penobscot County, Maine; † 3. Dezember 1987 ebenda) war ein US-amerikanischer Politiker und im Januar 1959 Gouverneur von Maine.

## Frühe Jahre und politischer Aufstieg
Nach der Grundschule studierte Haskell an der University of Maine bis 1925 das Ingenieurwesen. Danach machte er in einer Firma die Wasserkraftwerke betrieb eine Karriere, die ihn bis zum Jahr 1958 in das Amt des Firmenchefs führte. Bereits seit 1945 war Haskell politisch aktiv. Zwischen 1945 und 1947 war er Mitglied im Repräsentantenhaus von Maine. Danach wurde er für fünf Amtszeiten in den Senat dieses Bundesstaates gewählt. Dort war er zeitweise sogar dessen Präsident. Er war Mitglied der Republikanischen Partei.

## Gouverneur von Maine und weiterer Lebenslauf
Nach dem Rücktritt von Gouverneur Edmund S. Muskie am 2. Januar 1959 musste Haskell als Senatspräsident entsprechend der Verfassung dessen Amtszeit beenden. In diesem Fall handelte es sich gerade einmal um fünf Tage bis zum 7. Januar 1959. An diesem Tag wurde dann der neu gewählte Gouverneur Clinton Clauson in sein Amt eingeführt. Danach zog sich Haskell aus der Politik zurück. Er blieb aber weiterhin Leiter und Vorstand seiner Firma und er war Kurator der University of Maine. Außerdem war er im Aufsichtsrat der Bangor Merchants National Bank. Robert Haskell verstarb am 3. Dezember 1987.